# Coppa del Presidente 2024 (pallacanestro maschile)
La Coppa del Presidente 2024 è stata la 37ª edizione della Supercoppa turca di pallacanestro maschile.
Il trofeo è stato assegnato in una partita secca disputata il 29 settembre 2024 presso la Basketbol Gelişim Merkezi di Istanbul ed è stato vinto dall'Anadolu Efes, finalista della Basketbol Süper Ligi 2023-2024, che ha sconfitto il Fenerbahçe, campione di Turchia 2023-24 e vincitore della Coppa di Turchia 2024.

## Finale
| Arbitri: | Yener Yılmaz Kerem Baki Ayşe Nur Yazıcıoğlu |

|                      |            |                    |
| Hayes-Davis 20       | Punti      | 21 Bryant          |
| Baldwin 4            | Assist     | 5 Bryant, Thompson |
| Colson 6             | Rimbalzi   | 8 Bryant           |
| Šarūnas Jasikevičius | Allenatori | Tomislav Mijatović |

| Quintetto titolare   | Quintetto titolare | Quintetto titolare | Pt   | Rim  | Ass  |
| -------------------- | ------------------ | ------------------ | ---- | ---- | ---- |
| G                    | 10                 | Melih Mahmutoğlu   | 0    | 0    | 0    |
| AG                   | 11                 | Nigel Hayes-Davis  | 20   | 4    | 3    |
| PG                   | 20                 | Devon Hall         | 7    | 3    | 2    |
| AP                   | 50                 | Bonzie Colson      | 19   | 6    | 2    |
| C                    | 51                 | Boban Marjanović   | 4    | 2    | 0    |
| Panchina:            |                    |                    |      |      |      |
| AG                   | 1                  | Metecan Birsen     | 3    | 1    | 0    |
| P                    | 2                  | Wade Baldwin       | 7    | 5    | 4    |
| P                    | 3                  | Scottie Wilbekin   | 14   | 1    | 3    |
| AC                   | 4                  | Nicolò Melli       | 8    | 5    | 0    |
| C                    | 5                  | Sertaç Şanlı       | 0    | 1    | 0    |
| G                    | 15                 | Mert Emre Ekşioğlu | 0    | 0    | 0    |
| PG                   | 77                 | Erten Gazi         | n.e. | n.e. | n.e. |
| Allenatore:          |                    |                    |      |      |      |
| Šarūnas Jasikevičius |                    |                    |      |      |      |

| Fenerbahçe Beko |  | Anadolu Efes |

| Vincitrice Coppa del Presidente 2024 |
| ------------------------------------ |
| Anadolu Efes (14º titolo)            |

| Quintetto titolare | Quintetto titolare | Quintetto titolare | Pt   | Rim  | Ass  |
| ------------------ | ------------------ | ------------------ | ---- | ---- | ---- |
| G                  | 6                  | Elijah Bryant      | 21   | 8    | 5    |
| P                  | 13                 | Darius Thompson    | 6    | 3    | 5    |
| AG                 | 24                 | Ercan Osmani       | 13   | 4    | 2    |
| C                  | 25                 | Daniel Oturu       | 16   | 6    | 1    |
| AP                 | 33                 | Erkan Yılmaz       | 2    | 3    | 1    |
| Panchina:          |                    |                    |      |      |      |
| G                  | 1                  | Rodrigue Beaubois  | 9    | 0    | 2    |
| A                  | 3                  | Jordan Nwora       | 7    | 2    | 0    |
| P                  | 10                 | Ridvan Öncel       | 0    | 0    | 0    |
| C                  | 17                 | Vincent Poirier    | 2    | 2    | 1    |
| P                  | 18                 | Doğuş Özdemiroğlu  | 4    | 0    | 0    |
| AG                 | 19                 | Burak Can Yıldızlı | n.e. | n.e. | n.e. |
| AG                 | 35                 | Derek Willis       | 3    | 4    | 1    |
| Allenatore:        |                    |                    |      |      |      |
| Tomislav Mijatović |                    |                    |      |      |      |